# Milipol Pariz
Milipol je prodajna izložba oružja i obrambene tehnologije. Održava se u godišnjim razmacima. Pristup je dostupan samo uz službenu pozivnicu od izlagača ili organizatora.
Izložbu organizira EDS Milipol.
Na Milipolu 2009. godine bilo je 956 izlagača, 26.357 stručnih posjetitelja, 58 službena delegacija i 469 novinara.
Milipol brand je u vlasništvu grupe tvrtki - COFREXPORT, PROTECOP, THALES, VISIOM i CIVI.POL Conseil, konzultantska tvrtka za pružanje usluga i francuskog ministarstva unutarnjih poslova.

## Vanjske poveznice
Milipol Paris 2009 official website  Arhivirana inačica izvorne stranice od 9. siječnja 2010. (Wayback Machine)